# Briefmarken-Jahrgang 1944 der Post des Japanischen Kaiserreichs
Der Briefmarken-Jahrgang 1944 der Post des Japanischen Kaiserreichs ist im Folgenden aufgelistet.
Die Briefmarken aus diesem Jahrgang weisen wie alle japanischen Briefmarken bis zum Ender des Zweiten Weltkriegs ein „Chrysanthemenwappen“ auf, das kaiserliche Siegel Japans. Der Landesname 大日本帝国郵便 (Dainippon-teikoku-yuubin) ist in Siegelschrift geschrieben mit der Leserichtung im Horizontalen von rechts nach links. Die Währungseinheit ist Yen (圓 „en“ – veralte Kanji-Schreibweise für 円 „en“) bzw. die Untereinheit Sen (銭 „sen“, 1 Yen = 100 Sen).

## Liste
Die Gedenk- und Freimarken des Jahrgangs 1944 sind im Folgenden jeweils nach Ausgabedatum sortiert gelistet.
| Gendenkmarken |                                                                             |                                                    |                |        |               |                 |            |            |
| Briefmarke    | Motiv                                                                       | Satz                                               | Farbe          | Wert   | Ausgabedatum  | Gültig bis      | Auflage    | Zähnung    |
|               | Yasukuni-Schrein, Tokio, Gedenkstätte für die Gefallenen seit dem Jahr 1868 | 75. Jahrestag der Errichtung des Yasukuni-Schreins | blaugrün       | 7 Sen  | 29. Juni      |                 | 10.600.000 | K 13 x 13½ |
| Bild gesucht  | Guandong-Schrein und Karte des Guandong-Verwaltungsbezirks                  | Errichtung des Guandong-Schreins                   | rotbraun       | 3 Sen  | 1. Oktober    |                 | unbekannt  | K 13½ x 13 |
| Bild gesucht  | Guandong-Schrein und Karte des Guandong-Verwaltungsbezirks                  | Errichtung des Guandong-Schreins                   | schwarzviolett | 7 Sen  | 1. Oktober    |                 | unbekannt  | K 13½ x 13 |
| Freimarken    |                                                                             |                                                    |                |        |               |                 |            |            |
| Briefmarke    | Motiv                                                                       | Satz                                               | Farbe          | Wert   | Ausgabedatum  | Gültig bis      | Auflage    | Zähnung    |
|               | Garambi-Leuchtturm, Taiwan                                                  | Sehenswürdigkeiten                                 | mattviolett    | 40 Sen | 17. Februar   | 31. August 1947 | unbekannt  | K 13 x 13½ |
|               | Fuji-san mit Kirschblüten                                                   | Sehenswürdigkeiten                                 | blau           | 20 Sen | 8. Januar     |                 | unbekannt  | K 13 x 13½ |
|               | Torii des Itsukushima-Schreins bei Miyajima                                 | Sehenswürdigkeiten                                 | bläulichgrün   | 30 Sen | 23. März      | 31. August 1947 | unbekannt  | K 13 x 13½ |
|               | Admiral Tōgō Heihachirō (1847–1934)                                         | Sehenswürdigkeiten                                 | zinnober       | 7 Sen  | 15. Juni      | 31. August 1947 | unbekannt  | K 13 x 13½ |
|               | General Nogi Maresuke (1849–1912)                                           | Sehenswürdigkeiten                                 | braun          | 3 Sen  | 15. Juli      | 31. August 1947 | unbekannt  | K 13 x 13½ |
|               | Arbeiter und Flugzeuge                                                      | Nationales Verteidigungsprogramm                   | ultramarin     | 6 Sen  | 22. September | 31. August 1947 | unbekannt  | K 13 x 13½ |
| Bild gesucht  | General Nogi Maresuke (1849–1912)                                           | Geschichte, Kultur und Wirtschaft                  | zinnober       | 2 Sen  | 7. Dezember   |                 | unbekannt  | K 12       |